# مواجهه (فیلم ۱۹۶۹)
مواجهه (مجاری: Fényes szelek؛ انگلیسی: The Confrontation) یک فیلم درام به کارگردانی میکلوش یانچو محصول سال ۱۹۶۹ است. از بازیگران آن می‌توان به آندراس بالینت و یوژف ماداراش اشاره کرد.